# John Nettles
John Vivian Drummond Nettles (født 11. oktober 1943 i St. Austell, England) er en britisk skuespiller, der især er kendt for at have spillet titelrollen i tv-serien Kriminalkommissær Barnaby fra 1997 til 2011. Han medvirkede i 83 afsnit i alt.[kilde mangler]
Før rollen som Barnaby spillede han titelrollen i en anden tv-kriminalserie, Bergerac (1981-1991). Han har spillet med i en række andre tv-produktioner og desuden spillet teater med Royal Shakespeare Company.